# Trojstvo (svijećnjak)
Trojstvo ili trstika (lat. tricereo) bio je liturgijski predmet propisan do 1955. u obredima Vazmenog bdijenja, koje se održavalo na Veliku subotu ujutru. Sastoji se od trokrakog svijećnjaka (ili tri spojene svijeće) na vrhu drvene motke.
U obredu vazmenog bdijenja, đakon ili svećenik tokom procesije pali svaku od tri svijeće, pjevajući svaki put višim tonom lumen Christi ('Svjetlo Kristovo'), na što zbor odgovara Deo gratias ('Bogu hvala'). S gornje svijeće trojstva kasnije se pali uskrsna svijeća za vrijeme pjevanja Exsulteta. U Hrvatskoj se trojstvo koristilo i tokom blagoslova polja na Markovo.
Godine 1955. trojstvo je ukinuto liturgijskom reformom pape Pija XII. Od tada se vazmena svijeća pali izravno iz vazmenog krijesa na početku bdijenja.